# TRF 20TH Anniversary COMPLETE SINGLE BEST
『TRF 20TH Anniversary COMPLEATE SINGLE BEST』は、日本の音楽ユニット、TRFの3枚目のベスト・アルバムである。

## 内容
TRFのデビュー20周年企画第1弾としてリリースされたベストアルバムである。デビュー曲「GOING 2 DANCE」から「Memorial Snow」まで、それまでリリースされたシングルA面曲が収録されている。またDisc3には、小室哲哉プロデュースの新曲「EVERYDAY」が収録されている。DVDにはメンバーがセレクトした各ライブでパフォーマンスした映像が収録されている。

## 収録曲

### CD

#### Disc1 1993-1995
1. GOING 2 DANCE [1993]
  - 作詞・作曲・編曲：小室哲哉

1stシングル。
2. EZ DO DANCE [1993]
  - 作詞・作曲・編曲：小室哲哉

2ndシングル。
3. Silver and Gold dance [1993]
  - 作詞・作曲・編曲：小室哲哉

3rdシングル。
4. 愛がもう少し欲しいよ [1993]
  - 作詞・作曲・編曲：小室哲哉

4thシングル。
5. 寒い夜だから… [1993]
  - 作詞・作曲・編曲：小室哲哉

5thシングル。
6. surivival dAnce ～no no cry more～ [1994]
  - 作詞・作曲・編曲：小室哲哉

6thシングル。
7. BOY MEETS GIRL [1994]
  - 作詞・作曲・編曲：小室哲哉

7thシングル。
8. CRAZY GONNA CRAZY [1995]
  - 作詞・作曲・編曲：小室哲哉

8thシングル。
9. masquerade [1995]
  - 作詞・作曲・編曲：小室哲哉

9thシングル。
10. Overnight Sensation ～時代はあなたに委ねてる～ [1995]
  - 作詞・作曲：小室哲哉、編曲：小室哲哉 、久保こーじ

10thシングル。
11. BRAND NEW TOMORROW [1995]
  - 作詞・作曲・編曲：小室哲哉

11thシングル。
12. Happening here [1995]
  - 作詞:小室哲哉、前田たかひろ、作曲・編曲：小室哲哉

12thシングル。

#### Disc2 1996-1999
1. Love & Peace Forever [1996]
  - 作詞:小室哲哉、前田たかひろ、作曲・編曲：小室哲哉 、久保こーじ

13thシングル。本作に収録されているのは同名のシングルの1曲目に収録されている「RADIO EDIT」。
2. Hey! Ladies & Gentlemen [1996]
  - 作詞・作曲・編曲：小室哲哉

14thシングル。
3. BRAVE STORY [1996]
  - 作詞:小室哲哉、前田たかひろ、作曲・編曲：小室哲哉

15thシングル。本作に収録されているのは同名のシングルの2曲目に収録されている「Dio MIX」。
4. SILENT NIGHT[1996]
  - 作詞・作曲・編曲：小室哲哉

16thシングル。
5. LEGEND OF WIND [1996]
  - 作詞:小室哲哉、作曲・編曲：小室哲哉 、久保こーじ

17thシングル。
6. Unite! The Night! [1998]
  - 作詞・作曲・編曲：富樫明生

18thシングル。
7. Frame [1998]
  - 作詞：前田たかひろ、DJ KOO、作曲・編曲：木村貴志

19thシングル。
8. TRY OR CRY [1998]
  - 作詞：工藤順子、作曲・編曲：原一博

20thシングル。
9. BE FREE [1998]
  - 作詞：工藤順子、作曲：菊池一仁、編曲：日高智

21stシングル。
10. embrace [1998]
  - 作詞：工藤順子、作曲・編曲：菊池一仁

22ndシングル。
11. JOY [1999]
  - 作詞：YU-KI、工藤順子、作曲・編曲：原一博

23rdシングル。
12. WIRED [1999]
  - 作詞：工藤順子、作曲・編曲：原一博

24thシングル。
13. He Lives in You [1999]
作詞：MARK MANCINA・JAY RIFKIN・LEBO M、作曲:MARK MANCINA・JAY RIFKIN・LEBO M
25thシングル。

#### Disc3 2000-2012
1. Where to begin [2006]
作詞：川原京、作曲：原一博、編曲：原一博、泉谷隆洋
26thシングル。
2. Silence whispers [2006]
作詞：嶋田幸子、作曲・編曲：宮永治郎
27thシングル。
3. We are all BLOOMIN'  [2006]
作詞：前田たかひろ、作曲・編曲：小室哲哉
28thシングル。「LEGEND OF WIND」以来の小室哲哉プロデュース作品。
4. iNNOVATiON [2007]
作詞：川原京、作曲、編曲：原一博
29thシングル。
5. Live Your Days [2008]
作詞：川原京/作曲・編曲：鈴木大輔、BOUNCEBACK、編曲：h-wonder
30thシングル。
6. Memorial Snow [2009]
作詞：leonn、作曲：原一博、編曲：h-wonder
31stシングル。
7. EVERYDAY [2012]
作詞・作曲・編曲：小室哲哉  （ミキシング：Dave Ford）
小室哲哉プロデュースの新曲。翌年リリースのミニアルバム、「WATCH THE MUSIC」にも収録された。

### DVD
1. [MEDLEY] Sexual in Gravure 〜 Feel the Century (⇒trf TOUR'94 BILLIONAIRE BOY MEETS GIRL)
2. Let it go! (tribal dAnce) (⇒TOUR'95 dAnce to positive)
3. FUNKY M (⇒BRAND NEW TOMORROW in TOKYO DOME)
4. R&R,Who?"t"KOO-L (⇒BRAND NEW TOMORROW in TOKYO DOME)
5. World Groove (⇒TRF 96 ARENA TOUR SILENT NIGHT)
6. OPENING〜BRAVE STORY (⇒TRF LIVE in YOKOHAMA)
7. [MEDLEY] Gang Michael sexual in Gravure (⇒TRF LIVE in YOKOHAMA)
8. Future Shock (⇒TRF TOUR'98 Live in Unite!)
9. in the move to be (⇒TRF TOUR'98 Live in Unite!)
10. Unite The Night! (⇒TRF TOUR'98 Live in Unite!)
11. we can do that sit everything (⇒TRF TOUR 1999 exicoast tour at OSAKA)
12. slug and soul (⇒TRF TOUR 1999 exicoast tour at OSAKA)
13. JOY (⇒TRF TOUR 1999 exicoast tour at OSAKA)
14. Reason of Love (⇒TRF TOUR 1999 exicoast tour at OSAKA)
15. He Lives in You (⇒TRF TOUR 1999 exicoast tour at OSAKA)
16. Happening Here (⇒Lif-e-Motions TOUR 2006)
17. ENGAGED'06 (⇒Lif-e-Motions TOUR 2006)
18. One Nation (⇒Lif-e-Motions TOUR 2006)
19. THIS IS THE JOY (⇒TRF COMPLETE BEST LIVE 2007)
20. [MEDLEY] CRAZY GONNA CRAZY 〜 EZ DO DANCE (⇒TRF COMPLETE BEST LIVE 2007)